# 蒋亦元
蒋亦元（1928年11月17日—2020年2月24日），江苏常州人，中国农业工程专家，东北农业大学教授、博士生导师。

## 生平
1950年毕业于金陵大学（今南京大学与南京农业大学）。1957年到1983年间，先后赴前苏联列宁格勒农学院、美国密歇根州立大学任访问学者；1997年当选中国工程院院士。
2020年2月24日病逝，享壽92歲。

## 科研成就
1995年12月，「割前脱粒水稻收获机器系统」获得国家发明二等奖，证书编号为F00331；

## 头衔
- 国务院学位委员会学科评议组成员
- 中国农业工程学会与中国农业机械学会副理事长、名誉理事长